# Sportclub Preußen 06 Münster 2021-2022
Questa voce raccoglie le informazioni riguardanti il Sportclub Preußen 06 Münster nelle competizioni ufficiali della stagione 2021-2022.

## Stagione
Nella stagione 2021-2022 il Preussen Münster, allenato da Sascha Hildmann, concluse il campionato di Regionalliga ovest al 2º posto. In Coppa di Germania il Preussen Münster fu eliminato al secondo turno dall'Hertha Berlino.

## Rosa
| N. |                        | Ruolo | Calciatore            |
| -- | ---------------------- | ----- | --------------------- |
| 4  | Germania (bandiera)    | D     | Jannik Borgmann       |
| 5  | Germania (bandiera)    | D     | Julian Schauerte      |
| 6  | Paesi Bassi (bandiera) | C     | Thomas Kok            |
| 7  | Germania (bandiera)    | C     | Dennis Daube          |
| 8  | Germania (bandiera)    | C     | Jules Schwadorf       |
| 9  | Germania (bandiera)    | A     | Jan Dahlke            |
| 10 | Ghana (bandiera)       | A     | Manfred Osei-Kwadwo   |
| 11 | Germania (bandiera)    | C     | Thorben Deters        |
| 13 | Germania (bandiera)    | D     | Marvin Thiel          |
| 15 | Germania (bandiera)    | D     | Simon Scherder        |
| 17 | Germania (bandiera)    | D     | Luke Hemmerich        |
| 18 | Germania (bandiera)    | C     | Dominik Klann         |
| 19 | Germania (bandiera)    | P     | Steffen Westphal      |
| 20 | Germania (bandiera)    | C     | Manuel Farrona-Pulido |
| 21 | Germania (bandiera)    | C     | Nicolai Remberg       |
| 22 | Romania (bandiera)     | C     | Darius Ghindovean     |
| 23 | Germania (bandiera)    | D     | Alexander Langlitz    |

| N. |                     | Ruolo | Calciatore          |
| -- | ------------------- | ----- | ------------------- |
| 24 | Germania (bandiera) | P     | Marko Dedović       |
| 24 | Germania (bandiera) | P     | Veith Walde         |
| 25 | Germania (bandiera) | A     | Gerrit Wegkamp      |
| 26 | Germania (bandiera) | A     | Deniz Bindemann     |
| 29 | Germania (bandiera) | D     | Lukas Frenkert      |
| 30 | Germania (bandiera) | D     | Marcel Hoffmeier    |
| 32 | Germania (bandiera) | C     | Henok Teklab        |
| 33 | Germania (bandiera) | D     | Noah Kloth          |
| 35 | Germania (bandiera) | P     | Max Schulze Niehues |
| 38 | Germania (bandiera) | D     | Sven Rüschenschmidt |
| 40 | Germania (bandiera) | D     | Robin Ziegele       |
| 45 | Germania (bandiera) | D     | Marvin Benjamins    |
| 46 | Germania (bandiera) | D     | Jano ter Horst      |
| 47 | Germania (bandiera) | A     | Kevin Schacht       |
| 48 | Germania (bandiera) | C     | Francesco Di Pierro |
| 51 | Germania (bandiera) | D     | Marius Mause        |
| 52 | Germania (bandiera) | A     | Maxim Schröder      |

## Organigramma societario
Area tecnica
- Allenatore: Sascha Hildmann
- Allenatore in seconda: Louis Cordes
- Preparatore dei portieri: Carsten Nulle
- Preparatori atletici:
- Analisi video:

## Calciomercato

### Sessione estiva
| Acquisti | Acquisti              | Acquisti         | Acquisti |
| R.       | Nome                  | da               | Modalità |
| -------- | --------------------- | ---------------- | -------- |
| C        | Manuel Farrona-Pulido | Hansa Rostock    |          |
| A        | Manfred Osei-Kwadwo   | Waldhof Mannheim |          |
| C        | Henok Teklab          | Bayern Alzenau   |          |
| A        | Jan Dahlke            | Wormatia Worms   |          |
| C        | Thorben Deters        | Lubecca          |          |
| D        | Marvin Thiel          | Lubecca          |          |

| Cessioni | Cessioni             | Cessioni          | Cessioni |
| R.       | Nome                 | a                 | Modalità |
| -------- | -------------------- | ----------------- | -------- |
| D        | Roshon van Eijma     | TOP Oss           |          |
| D        | Niklas Heidemann     | Wuppertal         |          |
| A        | Osman Atilgan        | Rot-Weiß Coblenza |          |
| D        | Lukas Frenkert       | Schalke 04 II     |          |
| A        | Joel Grodowski       | Verl              |          |
| C        | Justin Möbius        | BFC Dynamo        |          |
| C        | Gianluca Przondziono | Teutonia Ottensen |          |
| C        | Ousman Touray        | Wiedenbrück       |          |
| A        | Benedikt Zahn        | Wiedenbrück       |          |

### Sessione invernale
| Acquisti | Acquisti          | Acquisti | Acquisti |
| R.       | Nome              | da       | Modalità |
| -------- | ----------------- | -------- | -------- |
| C        | Darius Ghindovean | Duisburg |          |
| C        | Thomas Kok        | FK Jerv  |          |

| Cessioni | Cessioni      | Cessioni               | Cessioni |
| R.       | Nome          | a                      | Modalità |
| -------- | ------------- | ---------------------- | -------- |
| C        | Joshua Holtby | Borussia M'gladbach II |          |

## Risultati

### Regionalliga ovest

#### Girone di andata
| Arbitro: | Domnick |

|                         |           |            |
| Deters 40’ Borgmann 90’ | Marcatori | 12’ Uphoff |

| Arbitro: | Scheer |

|           |           |                         |
| Meuer 65’ | Marcatori | 9’ Schauerte 70’ Dahlke |

| Arbitro: | Severins |

|                               |           |  |
| Deters 25’ Wegkamp 42’ (rig.) | Marcatori |  |

| Arbitro: | Habibi |

|  |           |                                                  |
|  | Marcatori | 13’ Remberg 65’ Wegkamp 68’ Deters 73’ Hemmerich |

| Münster 4 settembre 2021, ore 14:00 CEST 5ª giornata | Preußen Münster | 0 – 0 referto | Rödinghausen | Preußenstadion (5 161 spett.)\| Arbitro: \| Scheer \| |
| Arbitro:                                             | Scheer          |               |              |                                                       |

| Arbitro: | Bramkamp |

|              |           |                   |
| Holldack 42’ | Marcatori | 59’ (rig.) Holtby |

| Arbitro: | Gansloweit |

|                 |           |                                        |
| Deters 19’, 29’ | Marcatori | 50’ Holzweiler 64’ Young 87’ Engelmann |

| Arbitro: | Marx |

|  |           |                                                         |
|  | Marcatori | 23’ Farrona-Pulido 48’ Hemmerich 66’ Wegkamp 81’ Dahlke |

| Münster 26 settembre 2021, ore 14:00 CEST 9ª giornata | Preußen Münster | 0 – 0 referto | Wuppertal | Preußenstadion (4 778 spett.)\| Arbitro: \| Jäger \| |
| Arbitro:                                              | Jäger           |               |           |                                                      |

| Arbitro: | Habibi |

|                                             |           |                             |
| Marquet 16’ Lanius 71’ Hoffmeier 74’ (aut.) | Marcatori | 42’ Schauerte 83’ Bindemann |

| Arbitro: | Koj |

|                               |           |  |
| Teklab 42’ (rig.) Wegkamp 69’ | Marcatori |  |

| Arbitro: | Bramkamp |

|                           |           |                        |
| M'Bengue 39’ Marcinek 43’ | Marcatori | 6’ Langlitz 65’ Teklab |

| Arbitro: | Ernst |

|           |           |                       |
| Güler 90’ | Marcatori | 8’ Remberg 67’ Teklab |

| Arbitro: | Benkhoff |

|                                      |           |  |
| Dahlke 28’ Remberg 62’ Bindemann 78’ | Marcatori |  |

| Arbitro: | Severins |

|                                      |           |              |
| Schauerte 15’ Ziegele 21’ Deters 67’ | Marcatori | 71’ Karimani |

| Arbitro: | Visse |

|                            |           |           |
| Wegkamp 3’, 13’ Deters 46’ | Marcatori | 24’ Heinz |

| Arbitro: | Goldmann |

|  |           |            |
|  | Marcatori | 2’ Wegkamp |

| Arbitro: | Erk |

|                  |           |  |
| Pudel 12’ (aut.) | Marcatori |  |

| Arbitro: | Gottschalk |

|            |           |                    |
| Futkeu 90’ | Marcatori | 13’ Farrona-Pulido |

#### Girone di ritorno
| Arbitro: | Domnick |

|  |           |                        |
|  | Marcatori | 19’ Deters 42’ Wegkamp |

| Arbitro: | Marx |

|             |           |            |
| Wegkamp 64’ | Marcatori | 84’ Lieder |

| Arbitro: | Liedtke |

|                           |           |                                |
| Andzouana 38’ Domröse 80’ | Marcatori | 37’, 59’ Hemmerich 77’ Remberg |

| Arbitro: | Delfs |

|            |           |  |
| Deters 28’ | Marcatori |  |

| Arbitro: | Severins |

|            |           |  |
| Kaiser 36’ | Marcatori |  |

| Arbitro: | Scheer |

|                             |           |  |
| Langlitz 71’ Ghindovean 87’ | Marcatori |  |

| Arbitro: | Scheper |

|                    |           |             |
| Eisfeld 45’ (rig.) | Marcatori | 73’ Wegkamp |

| Arbitro: | Bramkamp |

|                                                      |           |  |
| Schwadorf 10’ Ghindovean 71’, 81’ Farrona-Pulido 79’ | Marcatori |  |

| Arbitro: | Dardenne |

|            |           |               |
| Prokoph 1’ | Marcatori | 90’ Hoffmeier |

| Arbitro: | Aarts |

|               |           |  |
| Bindemann 75’ | Marcatori |  |

| Arbitro: | Delfs |

|  |           |                |
|  | Marcatori | 63’ Ghindovean |

| Arbitro: | Severins |

|                             |           |  |
| Hoffmeier 18’ Bindemann 72’ | Marcatori |  |

| Arbitro: | Schuh |

|                                    |           |  |
| Deters 5’ Hemmerich 38’ Dahlke 90’ | Marcatori |  |

| Arbitro: | Liedtke |

|  |           |                                |
|  | Marcatori | 15’ (rig.) Teklab 41’ Langlitz |

| Arbitro: | Delfs |

|                                  |           |                                    |
| Maier 18’ Matter 31’ Maiella 90’ | Marcatori | 54’ Ziegele 60’ Teklab 85’ Wegkamp |

| Arbitro: | Gansloweit |

|  |           |                                               |
|  | Marcatori | 20’ Schwadorf 75’ (rig.) Teklab 80’ Bindemann |

| Arbitro: | Weller |

|                                           |           |  |
| Langlitz 3’ Teklab 54’ Farrona-Pulido 74’ | Marcatori |  |

| Rheda-Wiedenbrück 6 maggio 2022, ore 19:30 CEST 37ª giornata | Wiedenbrück | 0 – 0 referto | Preußen Münster | Jahnstadion (2 187 spett.)\| Arbitro: \| Erk \| |
| Arbitro:                                                     | Erk         |               |                 |                                                 |

| Arbitro: | Fuchs |

|                          |           |               |
| Deters 49’ Hoffmeier 73’ | Marcatori | 38’ Schwirten |

### Coppa di Germania
| Arbitro: | Dingert |

|               |           |                                     |
| Hoffmeier 74’ | Marcatori | 90’ Brekalo 103’ Weghorst 120’ Baku |

| Arbitro: | Willenborg |

|            |           |                                     |
| Deters 41’ | Marcatori | 3’ Jovetić 79’ Belfodil 83’ Richter |

## Statistiche

### Statistiche di squadra
| Competizione      | Punti | In casa | In casa | In casa | In casa | In casa | In casa | In trasferta | In trasferta | In trasferta | In trasferta | In trasferta | In trasferta | Totale | Totale | Totale | Totale | Totale | Totale | DR  |
| Competizione      | Punti | G       | V       | N       | P       | Gf      | Gs      | G            | V            | N            | P            | Gf           | Gs           | G      | V      | N      | P      | Gf     | Gs     | DR  |
| ----------------- | ----- | ------- | ------- | ------- | ------- | ------- | ------- | ------------ | ------------ | ------------ | ------------ | ------------ | ------------ | ------ | ------ | ------ | ------ | ------ | ------ | --- |
| Regionalliga      | 87    | 19      | 15      | 3       | 1       | 37      | 8       | 19           | 11           | 6            | 2            | 36           | 16           | 38     | 26     | 9      | 3      | 73     | 24     | +49 |
| Coppa di Germania | -     | 2       | 1       | 0       | 1       | 3       | 3       | 0            | 0            | 0            | 0            | 0            | 0            | 2      | 1      | 0      | 1      | 3      | 3      | 0   |
| Totale            | 87    | 21      | 16      | 3       | 2       | 40      | 11      | 19           | 11           | 6            | 2            | 36           | 16           | 40     | 27     | 9      | 4      | 76     | 27     | +49 |

### Andamento in campionato
| Giornata  | 1 | 2 | 3 | 4 | 5 | 6 | 7 | 8 | 9 | 10 | 11 | 12 | 13 | 14 | 15 | 16 | 17 | 18 | 19 | 20 | 21 | 22 | 23 | 24 | 25 | 26 | 27 | 28 | 29 | 30 | 31 | 32 | 33 | 34 | 35 | 36 | 37 | 38 |
| --------- | - | - | - | - | - | - | - | - | - | -- | -- | -- | -- | -- | -- | -- | -- | -- | -- | -- | -- | -- | -- | -- | -- | -- | -- | -- | -- | -- | -- | -- | -- | -- | -- | -- | -- | -- |
| Luogo     | C | T | C | T | C | T | C | T | C | T  | C  | T  | T  | C  | C  | C  | T  | C  | T  | T  | C  | T  | C  | T  | C  | T  | C  | T  | C  | T  | C  | C  | T  | T  | T  | C  | T  | C  |
| Risultato | V | V | V | V | N | N | P | V | N | P  | V  | N  | V  | V  | V  | V  | V  | V  | N  | V  | N  | V  | V  | P  | V  | V  | V  | N  | V  | V  | V  | V  | V  | N  | V  | V  | N  | V  |
| Posizione | 7 | 4 | 3 | 1 | 1 | 3 | 4 | 4 | 4 | 7  | 4  | 6  | 4  | 3  | 3  | 2  | 2  | 2  | 4  | 3  | 4  | 3  | 3  | 3  | 3  | 3  | 1  | 2  | 2  | 2  | 2  | 2  | 1  | 1  | 1  | 1  | 2  | 2  |

Legenda:

Luogo: C = Casa; T = Trasferta. Risultato: V = Vittoria; N = Pareggio; P = Sconfitta.

### Statistiche dei giocatori
| Giocatore         | Regionalliga | Regionalliga | Regionalliga | Regionalliga | Coppa di Germania | Coppa di Germania | Coppa di Germania | Coppa di Germania | Totale   | Totale | Totale      | Totale     |
| Giocatore         | Presenze     | Reti         | Ammonizioni  | Espulsioni   | Presenze          | Reti              | Ammonizioni       | Espulsioni        | Presenze | Reti   | Ammonizioni | Espulsioni |
| ----------------- | ------------ | ------------ | ------------ | ------------ | ----------------- | ----------------- | ----------------- | ----------------- | -------- | ------ | ----------- | ---------- |
| M. Benjamins      | 0            | 0            | 0            | 0            | 0                 | 0                 | 0                 | 0                 | 0        | 0      | 0           | 0          |
| D. Bindemann      | 24           | 5            | 2            | 0            | 1                 | 0                 | 0                 | 0                 | 25       | 5      | 2           | 0          |
| J. Borgmann       | 15           | 1            | 1            | 0            | 0                 | 0                 | 0                 | 0                 | 15       | 1      | 1           | 0          |
| J. Dahlke         | 22           | 4            | 0            | 0            | 2                 | 0                 | 0                 | 0                 | 24       | 4      | 0           | 0          |
| D. Daube          | 8            | 0            | 2            | 0            | 1                 | 0                 | 0                 | 0                 | 9        | 0      | 2           | 0          |
| M. Dedović        | 5            | 0            | 0            | 0            | 0                 | 0                 | 0                 | 0                 | 5        | 0      | 0           | 0          |
| T. Deters         | 26           | 11           | 1            | 0            | 2                 | 1                 | 0                 | 0                 | 28       | 12     | 1           | 0          |
| F. Di Pierro      | 0            | 0            | 0            | 0            | 0                 | 0                 | 0                 | 0                 | 0        | 0      | 0           | 0          |
| M. Farrona-Pulido | 25           | 4            | 2            | 0            | 1                 | 0                 | 0                 | 0                 | 26       | 4      | 2           | 0          |
| L. Frenkert       | 5            | 0            | 1            | 0            | 0                 | 0                 | 0                 | 0                 | 5        | 0      | 1           | 0          |
| D. Ghindovean     | 12           | 4            | 2            | 0            | 0                 | 0                 | 0                 | 0                 | 12       | 4      | 2           | 0          |
| L. Hemmerich      | 26           | 5            | 2            | 0            | 1                 | 0                 | 0                 | 0                 | 27       | 5      | 2           | 0          |
| M. Hoffmeier      | 35           | 3            | 7            | 0            | 2                 | 1                 | 1                 | 0                 | 37       | 4      | 8           | 0          |
| J. Holtby         | 18           | 1            | 3            | 0            | 1                 | 0                 | 0                 | 0                 | 19       | 1      | 3           | 0          |
| J. Horst          | 1            | 0            | 0            | 0            | 0                 | 0                 | 0                 | 0                 | 1        | 0      | 0           | 0          |
| D. Klann          | 21           | 0            | 0            | 0            | 1                 | 0                 | 1                 | 0                 | 22       | 0      | 1           | 0          |
| N. Kloth          | 2            | 0            | 0            | 0            | 1                 | 0                 | 0                 | 0                 | 3        | 0      | 0           | 0          |
| T. Kok            | 11           | 0            | 1            | 0            | 0                 | 0                 | 0                 | 0                 | 11       | 0      | 1           | 0          |
| A. Langlitz       | 26           | 4            | 3            | 0            | 2                 | 0                 | 1                 | 0                 | 28       | 4      | 4           | 0          |
| M. Mause          | 1            | 0            | 0            | 0            | 0                 | 0                 | 0                 | 0                 | 1        | 0      | 0           | 0          |
| M. Niehues        | 31           | 0            | 2            | 0            | 2                 | 0                 | 0                 | 0                 | 33       | 0      | 2           | 0          |
| M. Osei-Kwadwo    | 5            | 0            | 1            | 0            | 0                 | 0                 | 0                 | 0                 | 5        | 0      | 1           | 0          |
| N. Remberg        | 36           | 4            | 9            | 0            | 2                 | 0                 | 1                 | 1                 | 38       | 4      | 10          | 1          |
| S. Rüschenschmidt | 0            | 0            | 0            | 0            | 0                 | 0                 | 0                 | 0                 | 0        | 0      | 0           | 0          |
| K. Schacht        | 1            | 0            | 0            | 0            | 0                 | 0                 | 0                 | 0                 | 1        | 0      | 0           | 0          |
| J. Schauerte      | 35           | 3            | 4            | 0            | 2                 | 0                 | 1                 | 0                 | 37       | 3      | 5           | 0          |
| S. Scherder       | 22           | 0            | 8            | 0            | 1                 | 0                 | 0                 | 0                 | 23       | 0      | 8           | 0          |
| M. Schröder       | 1            | 0            | 0            | 0            | 0                 | 0                 | 0                 | 0                 | 1        | 0      | 0           | 0          |
| J. Schwadorf      | 20           | 2            | 3            | 0            | 1                 | 0                 | 0                 | 0                 | 21       | 2      | 3           | 0          |
| H. Teklab         | 36           | 7            | 3            | 0            | 2                 | 0                 | 0                 | 0                 | 38       | 7      | 3           | 0          |
| M. Thiel          | 20           | 0            | 4            | 0            | 2                 | 0                 | 0                 | 0                 | 22       | 0      | 4           | 0          |
| V. Walde          | 0            | 0            | 0            | 0            | 0                 | 0                 | 0                 | 0                 | 0        | 0      | 0           | 0          |
| G. Wegkamp        | 35           | 11           | 1            | 0            | 2                 | 0                 | 1                 | 0                 | 37       | 11     | 2           | 0          |
| S. Westphal       | 1            | 0            | 0            | 0            | 0                 | 0                 | 0                 | 0                 | 1        | 0      | 0           | 0          |
| R. Ziegele        | 24           | 2            | 6            | 0            | 1                 | 0                 | 1                 | 0                 | 25       | 2      | 7           | 0          |